# صيفرية مابوتشية
صيفرية مابوتشية (الاسم العلمي: Flavobacterium araucananum) هي نوع من البكتيريا، سلبية الغرام، تتبع جنس الصيفرية.